# Łupek gruzełkowy
Łupek gruzełkowy – skała metamorficzna powstająca w strefie kontaktowej intruzji magmowej pod wpływem silnego podgrzania skał otaczających intruzję. Tworzy się w pewnym oddaleniu od kontaktu z intruzją, w temperaturach niższych od tych, w których powstają łupki plamiste. Odznacza się gęstą łupkowatością, zwykle bez zaburzeń tektonicznych (fałdów). Cechą wyróżniającą jest doskonała oddzielność, dzięki której skała dzieli się na cienkie płytki. Zwykle występuje z innymi skałami tworzącymi się w warunkach facji hornfelsowej, reprezentowanymi przede wszystkim przez: hornfelsy, łupki hornfelsowe, a także łupki plamiste. Czasami bywał wykorzystywany jako materiał do pokryć dachowych. Ze względu na zastosowanie niektóre odmiany zaliczane są do łupków dachówkowych
- Struktura: porfiroblastyczna.
- Tekstura: łupkowa
- Skład mineralny: głównie kwarc i miki (muskowit, serycyt, biotyt) ,podrzędnie skalenie; guzki tworzy przeważnie biotyt, andaluzyt, a czasami także kordieryt bądź amfibol.
- Barwa: łupki gruzełkowe odznaczają się szarą lub brunatną, wykazującą charakterystyczne ciemne nabrzmienia  gruzełki.
- Twardość: niezbyt twarde

## Występowanie
W Polsce łupki gruzełkowe występują lokalnie w północnej osłonie granitoidów karkonoskich w Górach Izerskich oraz w osłonie granitoidów strzegomskich w okolicach Bartoszówka na Dolnym Śląsku.

## Literatura
- Wacław Ryka, Anna Maliszewska, Słownik petrograficzny, Warszawa: Wydawnictwa Geologiczne, 1991, ISBN 83-220-0406-0, OCLC 749837370. Brak numerów stron w książce
- Andrzej Bolewski, Włodzimierz Parachoniak, Petrografia, Warszawa: Wydawnictwa Geologiczne, 1982, ISBN 83-220-0173-8, OCLC 749339255. Brak numerów stron w książce
- K. Kozłowski, J. Żaba, F. Fediuk, Petrologia skał metamorficznych, Katowice: Wydawnictwo Uniwersytetu Śląskiego, 1986, ISSN 0239-6432, OCLC 749706205. Brak numerów stron w książce